# Герб Бежуня
Герб Бежуня (пол. Herb Bieżunia) — официальный символ города Бежуня, расположенного в Мазовецком воеводстве Польши.

## Описание
Официально утверждённое в 2010 году изображение герба Бежуня имеет следующее описание:

Каменная башня белого цвета с голубой крышей на красном фоне.
Оригинальный текст (пол.)Kamienna wieża koloru białego z niebieskim daszkiem na czerwonym tle.— Biuletyn Informacji Publicznej Urzędu Miasta i Gminy Bieżuń
Изображение герба основывалось на имеющихся исторических и геральдических исследованиях.
В книге «Herby miast i ziem polskich» даётся следующее описание герба:

Крепостная башня прямая с остроконечной крышей, с двумя окнами одно над другим.
Оригинальный текст (пол.)Wieża forteczna prosta o spiczastym dachu, z dwoma oknami jedno nad drugiem.— Antoni Chomicki: «Herby miast i ziem polskich»
Мариан Гумовский в статье «Herby miast województwa warszawskiego», опубликованной в 1936 году в журнале «Miesięcznik Heraldyczny» отмечал, что цветовая гамма герба Бежуня выглядела следующим образом:

…каменная башня была белого цвета с голубой крышей на красном фоне.
Оригинальный текст (пол.)…kamienna wieża była koloru białego z niebieskawym daszkiem na czerwonym tle.— Marian Gumowski: «Herby miast województwa warszawskiego»

## История
Герб известен с 1406 года, когда был присвоен городу Бежуню князем Земовитом IV Плоцким (пол. Siemowit IV Płocki).
Самым древним изображением герба считается оттиск городской печати на документе 1722 года, хранящемся в Главном архиве древних актов в Варшаве (пол. Archiwum Główne Akt Dawnych w Warszawie). На печати надпись — «SIGILLUM CIVITATIS BIEZUN 1619» (Печать города Бежунь 1619), где 1619 год, предположительно, является датой изготовления печати.
По случаю восстановления городских привилегий королём Станиславом Августом Понятовским в 1767 году, Бежунь получил новую печать, на которой изображен несколько изменённый герб города — башня уже не прямая, как раньше, а суженная кверху, с откосами по бокам и воротами; в центре печати надпись: «PIECZĘĆ MIASTA BIEŻUNIA 1767» (Печать города Бежуня 1767). Оригинальная печать хранится в коллекции Mазовецкого музея в Плоцке (пол. Muzeum Mazowieckie w Płocku), а оттиски печати имеются на многочисленных документах, хранящихся в Варшавском и Краковском архивах.
В 1994 году Бежунь восстановил городской статус и в 2010 году, после согласования с Геральдической комиссией, был утверждён официальный герб города.